# 나나마루 산바츠
《나나마루 산바츠》(ナナマル サンバツ)는 스기모토 이쿠라가 원작한 일본의 만화이다. 영 에이스(KADOKAWA)에서 2010년 12월호부터 2020년 11월호까지 연재되었다. 
애니메이션은 일본에서 NTV에서 2017년 7월 5일부터 9월 20일까지 방영했다. 대한민국에서는 대원방송에서 《7O3X-0.01초의 싸움》이라는 제목으로 먼저 자막으로 방영했고, 2019년 11월 4일부터 12월 9일까지 애니박스에서 우리말 녹음으로 매주 월요일 오후 2시에 방영했다.

## 줄거리
주인공인 코시야마 시키는 신입생 환영회에서 퀴즈 연구회가 여는 버튼 빨리 누르기 퀴즈대회에 참가하게 된다. 시키는 반 친구의 경기 퀴즈 경력자 후카미 마리의 버튼 빨리 누르기에 놀라 처음엔 당황스러웠다. 하지만 시키는 마리의 버튼 빨리 누르기를 보면서 "버튼 빨리 누르기 퀴즈의 질문에는 답을 확실히 알 수 있는 지점이 있다."는 것을 알게 된다. 그리고 지식과 추리로 요령을 잡음으로써 어려운 문제를 풀고, 그 전까지 경험하지 못한 감동을 얻었다.
그 후, 마리가 가진 지식의 크기를 보고 신입생 대상 퀴즈대회에 나가게 된 시키는 거기서 0.1초를 다투는 경기 퀴즈의 세계를 눈앞에서 보게 된다. 대회에서 만난 미쿠리야 치사토의 실력에 놀라면서도, 시키는 경기 퀴즈에 빠져 간다.

## 우리말 녹음 목소리 출연
- 이경태: 코시야마 시키
- 김성연: 후카미 마리
- 탁원정: 후카미 세이지, 모리
- 민승우: 이노우에 다이스케
- 서원석: 사사지마 가쿠토
- 김수영: 사사지마 진코, 야기 아스카
- 전태열: 쿠로다 요시카츠, 시바타 마사루
- 임호기: 미쿠리야 치사토, 야스우라
- 최재호: 아시야 요스케
- 한만중: 마루야마 와타루, 토즈카 코타로
- 정주원: 무카이 료타
- 이상운: 니이나 타쿠미, 쿠마다
- 심규혁: 소노하라 아키라
- 문남숙: 소노하라 치아키
- 김정훈: 나카자와 토이치로
- 장병관: 사사키 하지메
- 박리나: 코즈키 유키
- 신온유: 켄모치 후미카
- 이아름: 코가와 타마미
- 송하랑: 쿠조 코노미
- 김지율: 오쿠라 쿠니미츠
- 김두희: 코노에 하루오미, 타니
- 심인종: 오하라, 키요스미, 고토
- 윤용식: 하나부사 미노루, 스즈키, 미야자키
- 채의진: 코시야마 엄마
- 김현수: 퀴즈 마스터
- 공준호: 호시나
- 이현: 아베, 콘, 호소카와

## 방영 목록
| 회차       | 제목                                | 방송 일자 (일본) | 방송 일자 (대한민국) |
| ---------- | ----------------------------------- | ---------------- | -------------------- |
| 1화        | 자네도 퀴즈왕이 되지 않겠는가?      | 2017년 7월 5일   | 2019년 11월 4일      |
| 2화        | 0.01초의 세계!?                     | 2017년 7월 12일  | 2019년 11월 4일      |
| 3화        | 정답 기회를 얻고 싶다면             | 2017년 7월 19일  | 2019년 11월 11일     |
| 4화        | 수수께끼의 미소녀가 등장하는데,     | 2017년 7월 26일  | 2019년 11월 11일     |
| 5화        | 부조 vs 미야우라! 띵동              | 2017년 8월 2일   | 2019년 11월 18일     |
| 6화        | A. 메이드 B. 중사 C. 소악마         | 2017년 8월 9일   | 2019년 11월 18일     |
| 7화        | 두 사람의 기출 문제                 | 2017년 8월 16일  | 2019년 11월 25일     |
| 8화        | ∖ 평안하신지요 / 아사가오카 정례회! | 2017년 8월 23일  | 2019년 11월 25일     |
| 9화        | 왕도 X 사도                         | 2017년 8월 30일  | 2019년 12월 2일      |
| 10화       | 비범하신 슈퍼 에이스 님☆            | 2017년 9월 6일   | 2019년 12월 2일      |
| 11화       | Q. 왜 답을 맞히는가?                | 2017년 9월 13일  | 2019년 12월 9일      |
| 최종화(12) | A. 거기에 퀴즈가 있으니까!          | 2017년 9월 20일  | 2019년 12월 9일      |